# Chuckie Williams
Charles Leon "Chuckie" Williams (Columbus, Ohio, 31 de diciembre de 1953) es un exjugador de baloncesto estadounidense que disputó una temporada NBA. Con 1,90 metros de altura, lo hacía en la posición de escolta.

## Trayectoria deportiva

### Universidad
Jugó durante cuatro temporadas con los Wildcats de la Universidad Estatal de Kansas, en las que promedió 16,2 puntos y 2,7 rebotes por partido. tras pomediar apenas 5,3 puntos en su segunda temporada, williams realizó una de las más importantes mejoras en la historia del baloncesto universitario norteamericano,, pasando al año siguiente a promediar 22,1 puntos por partido, llevando a su equipo a los cuartos de final del Torneo de la NCAA, lo que le permitió aparecer en el mejor quinteto de la Big Eight Conference. Al año siguiente su equipo consiguió de nuevo más de 20 victorias en el campeonato, siendo de nuevo elegido entre los cinco mejores de su conferencia.
Durante 19 años conservó el récord de anotación en un partido de su universidad, al conseguir 47 puntos ante la Universidad de Holy Cross, hasta que Askia Jones se lo quitara, al conseguir 62 ante la Universidad de Fresno State el 24 de marzo de 1994. Conserva, sin embargo, el récord de más puntos conseguidos en un partido del Torneo de la NCAA, logrando 35 ante la Universidad de Syracuse, en 1975.

### Profesional
Fue elegido en la decimoquinta posición del Draft de la NBA de 1976 por Cleveland Cavaliers, donde apenas contó para su entrenador, Bill Fitch, saliendo a pista únicamente en 22 partidos, en los que promedió 1,7 puntos y 0,3 asistencias por partido.
Fue despedido por su equipo antes del comienzo de la temporada 1977-78, optando por ir a jugar a los Richmond Virginians de la AABA, donde promedó 16,3 puntos en los 9 partidos que disputó. Después de esa experiencia, acabó retirándose definitivamente.

## Estadísticas de su carrera en la NBA

### Temporada regular
| Temporada | Edad | Equipo              | Liga | P  | TIT | MIN | TC  | TCA | %TC  | 3P | 3PA | %3P | TL  | TLA | %TL  | R.OF. | R.DEF. | REB | ASIS | ROB | TAP | PER | FP  | PTS |
| 1976-77   | 23   | Cleveland Cavaliers | NBA  | 22 |     | 3.0 | 0.6 | 2.1 | .298 |    |     |     | 0.4 | 0.5 | .750 | 0.1   | 0.0    | 0.2 | 0.3  | 0.0 | 0.0 |     | 0.3 | 1.7 |
| Total     |      |                     | NBA  | 22 |     | 3.0 | 0.6 | 2.1 | .298 |    |     |     | 0.4 | 0.5 | .750 | 0.1   | 0.0    | 0.2 | 0.3  | 0.0 | 0.0 |     | 0.3 | 1.7 |